# Dienis Trachanow
Dienis Aleksandrowicz Trachanow, ros. Денис Александрович Траханов (ur. 6 kwietnia 1989 w Moskwie) – rosyjski hokeista.
Jego kuzyn Pawieł (1978-2011) także został hokeistą, zginął w katastrofie lotu Yak Service 9634 wraz z innymi hokeistami Łokomotiwu Jarosław.

## Kariera
- CSKA 2 Moskwa (2004–2009)
- Krylja Sowietow Moskwa (2009/2010)
- Krylja Stolicy Moskwa (2009/2010)
- Mołot-Prikamje Perm (2009/2010)
- Titan Klin (2010–2012)
- THK Twer (2012−2013)
- Kristałł Saratów (2013–2014)
- HK Sarow (2014–2015)
- Nesta Mires Toruń (2016–2017)
- Edinburgh Capitals (2017–2018)
- KH Energa Toruń (2018–2019)

Wychowanek CSKA Moskwa. Występował w rosyjskiej trzeciej klasie ligowej. Od 2011 do 2015 grał w lidze WHL. Od września 2016 zawodnik Nesty Mires Toruń w rozgrywkach Polskiej Hokej Ligi. Po sezonie PHL 2016/2017 odszedł z Torunia. Od lipca 2017 zawodnik szkockiego klubu Edinburgh Capitals. Latem 2018 ponownie został zawodnikiem klubu z Torunia.